# 스노 타이어

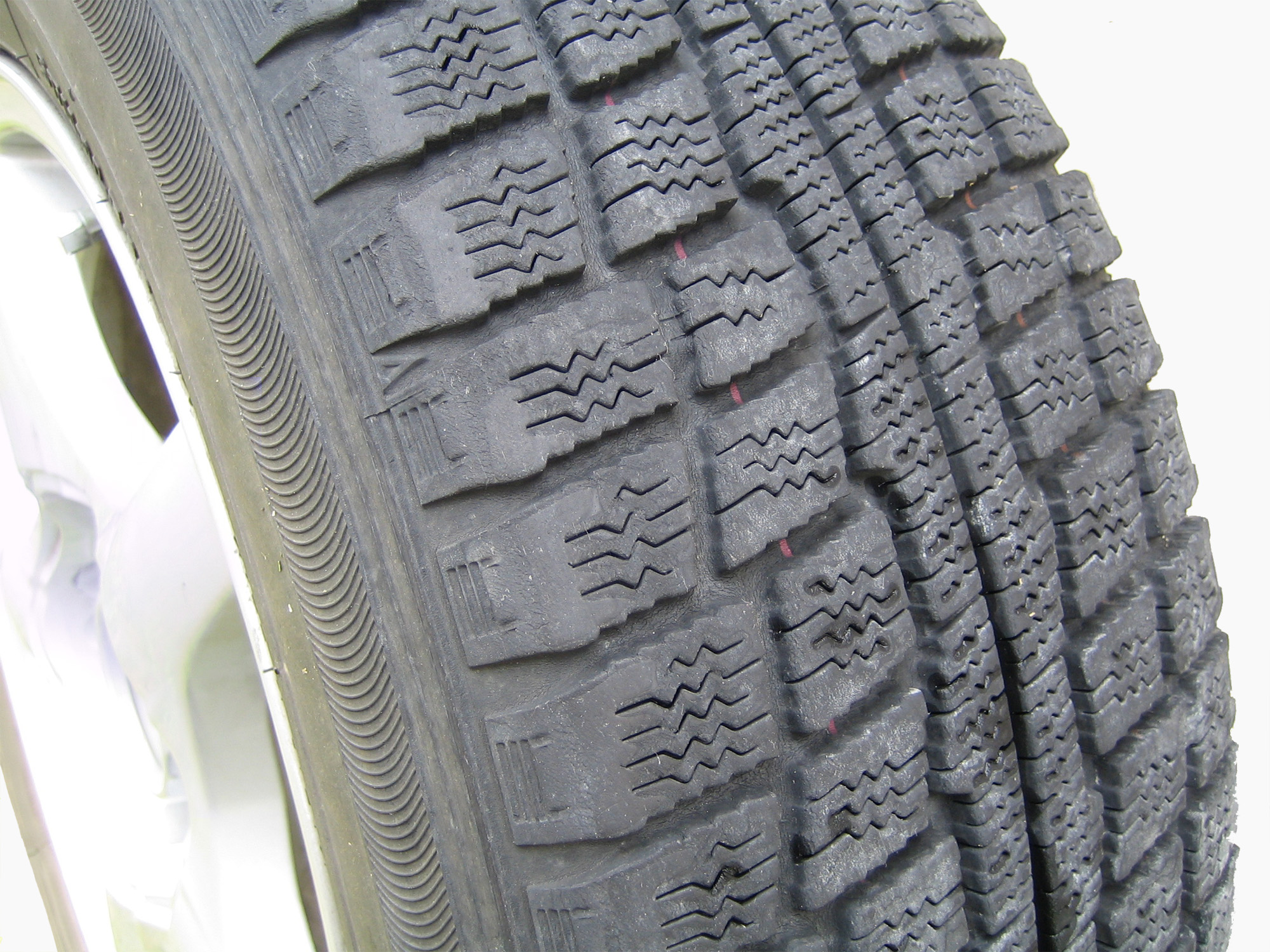
윈터 타이어

스노 타이어(Snow tyre)는 타이어의 한 종류로 흔히 눈이나 빙판에서 자동차가 미끄러지지 않도록 한다.
스노우 타이어는 눈과 얼음에서 사용하도록 설계된 타이어이다. 스노우 타이어는 기존 타이어보다 트레드 간격이 넓어 눈길과 빙판길에서 접지력을 높여준다. 특정 동절기 견인 성능 테스트를 통과한 타이어는 측벽에 3PMSF(Three-Peak Mountain Snow Flake) 기호를 표시할 수 있다. 겨울용으로 설계된 타이어는 7°C(45°F) 미만의 온도에서 주행하도록 최적화되어 있다. 일부 스노우 타이어에는 단단한 눈이나 얼음에서 접지력을 높이기 위해 타이어에서 튀어나온 금속 또는 세라믹 스터드가 있다. 스터드는 마른 포장 도로를 마모시켜 먼지를 일으키고 휠 경로에 마모를 일으킨다. 스노우 타이어 사용을 요구하거나 스터드 사용을 허용하는 규정은 아시아 및 유럽의 국가와 북미의 주 또는 지방에 따라 다르다.
사계절용 타이어는 트레드 간격이 스노우 타이어보다 작고 일반 타이어보다 크다. 깨끗한 도로에서는 겨울용 타이어보다 조용하지만 눈이나 얼음 위에서는 성능이 떨어진다.

## 같이 보기
- 스노 체인